# Renesansa v Nizozemskih deželah
Renesansa v Nizozemskih deželah je bilo kulturno obdobje v severni renesansi, ki se je zgodilo okrog 16. stoletja v Nizozemskih deželah (ki ustrezajo današnji Belgiji, Nizozemski, Luksemburgu in Francoski Flandriji).
Kultura v Nizozemskih deželah konec 15. stoletja je bila pod vplivom italijanske renesanse, preko trgovine v Bruggu, zaradi katere je Flandrija bogatela. Njeni plemiči so naročali umetnike, ki so postali znani po vsej Evropi. V znanosti je vodil anatom Andreas Vesalius; v kartografiji je zemljevid Gerardusa Mercatorja pomagal raziskovalcem in morjeplovcem. V umetnosti je nizozemsko in flamsko renesančno slikarstvo prešlo iz čudnih del Hieronymusa Boscha v vsakdanje življenje Pietra Brueghla starejšega. V arhitekturi, glasbi in literaturi se je kultura Nizozemskih dežel premaknila v renesančni slog.

## Geopolitična situacija in ozadje
Leta 1500 je bilo Sedemnajst provinc v personalni uniji pod burgundskimi vojvodami in flamskimi mesti kot težišči, kulturno in gospodarsko pa so bile med najbogatejšimi deli Evrope. V tem stoletju je regija doživela tudi pomembne spremembe. Zveza s Španijo in Karlom V., humanizem in reformacija so privedle do upora proti španski vladavini in začetku verske vojne. Do konca 16. stoletja sta bili severne in južne Nizozemske dežele dejansko razdeljeni. Medtem ko se je ta delitev odražala v likovni umetnosti v nizozemski Zlati dobi na severu in v flamskem baroku na jugu, so ostala področja misli ostala povezana s tokovi renesančnih misli iz 16. stoletja. Sčasoma se je ravnotežje moči odmaknilo od južne Nizozemske, ki je ostala pod špansko oblastjo, v nastajajočo republiko Nizozemsko .
Dva dejavnika sta določila usodo regije v 16. stoletju. Prvi je bila zveza s španskim kraljestvom s poroko Filipa Handsomeja iz Burgundije leta 1496 in Juano Kastiljsko. Njun sin, bodoči Karel V., rojen v Gentu, bo podedoval največji imperij na svetu in Nizozemska, čeprav je bila pomemben del imperija, je postala odvisna od velike tuje moči.
Drugi dejavnik je vključeval verski razvoj. Srednji vek se je umaknil novim načinom religioznega razmišljanja. Praksa Devotio moderna je bila na primer v regiji še posebej močna, pa tudi kritike katoliške cerkve v 16. stoletja, ki so se razširile po Evropi, so prav tako dosegle Nizozemske dežele. Humanisti, kot je Erazem Roterdamski, so bili kritični, vendar so ostali zvesti cerkvi. Vendar pa je širjenje protestantske reformacije, ki jo je začel Martin Luther leta 1517, sčasoma pripeljalo do popolne vojne. Reformacija, zlasti ideje Jeana Calvina, je dobila veliko podporo in po  ikonoklastičnih izbruhih leta 1566 je Španija poskušala zatreti plimovanje in obdržati avtoriteto posttridentinske cerkve s silo z namestitvijo Fernanda Álvareza de Toleda Albe . Nasprotovanje, ki je sledilo, je privedlo do nizozemskega upora, začetka osemdesetletne vojne in ustanovitve republike Nizozemske v severnih provincah. Nato je južna Nizozemska postala bastijon za protireformacijo, medtem ko je bil kalvinizem glavna vera vladajočih v republiki Nizozemski.

### Vpliv italijanske renesanse
Trgovina v pristanišču Brugge in tekstilna industrija, večinoma v Gentu, je Flandrijo ob koncu 15. stoletja spremenila v najbogatejši del severne Evrope. Burgundski dvor je živel večinoma v Bruggu, Gentu in Bruslju. Plemiči in bogati trgovci so lahko plačevali umetnike, s čimer so ustvarili razred visoko usposobljenih slikarjev in glasbenikov, ki so bili povsod občudovani in zahtevani po vsej Evropi .
To je povzročilo pogoste izmenjave med Nozozemskimi deželami in severno Italijo. Primeri so italijanska arhitekta Tommaso Vincidor in Alessandro Pasqualini, ki sta delala v Nizozemskih deželah večino svoje kariere, flamski slikar Jan Gossaert (Mabuse), katerega obisk v Italiji leta 1508 v družbi Filipa Burgundskega je pustil globok vtis, skladatelj Adrian Willaert, ki je Benetke uvrstil med najpomembnejše glasbeno središče svojega časa in Giambologna, flamski kipar, ki je najbolj produktivna leta preživel v Firencah.
Pred letom 1500 je imela italijanska renesansa malo ali nič vpliva preko Alp. Po tem so se začeli pojavljati renesančni vplivi, vendar so za razliko od italijanske renesanse s pomembnimi gotskimi elementi. Oživitev klasičnega obdobja prav tako ni bila osrednja tema, kot v Italiji, preporod se kaže bolj kot vrnitev k naravi in zemeljski lepoti. 

## Renesansa v Nizozemskih deželah

### Umetnost
Slikarstvo v Nizozemskih deželah v 15. stoletju še vedno kaže močne verske vplive, v nasprotju z germanskim slikarstvom. Tudi po letu 1500, ko se začnejo kazati renesančni vplivi, vplivi mojstrov iz dvajsetega stoletja vodijo do večinoma religioznega in pripovednega načina slikanja.
Prvi slikar, ki je prikazal znamenja nove dobe, je bil Hieronymus Bosch. Njegovo delo je čudno in polno navidezno nerazumnih podob, zaradi česar ga je težko interpretirati. Predvsem se zdi presenetljivo moderen, saj uvaja svet sanj, kar močno nasprotuje tradicionalnemu slogu flamskih mojstrov njegovega časa.
Po letu 1550 so se flamski in nizozemski slikarji začeli zanimati za naravo in lepoto, kar je vodilo v slog, ki vključuje renesančne elemente, a je še vedno daleč od elegantne lahkosti italijanske renesančne umetnosti in neposredno vodilo v teme velikih flamskih in nizozemskih baročnih slikarjev: pokrajine, tihožitja in žanrsko slikarstvo - prizori iz vsakdanjega življenja.
Ta evolucija je vidna v delih Joachima Patinirja in Pieterja Aertsena, toda pravi genij med temi slikarji je bil Pieter Bruegel starejši, znan po svojih upodobitvah narave in vsakdanjega življenja, ki kaže prednost pri naravnem stanju človeka, kmeta namesto kneza.
Krajina s padcem Ikarja, za katero se zdaj zdi, da je zgodnja kopija, združuje več elementov severnega renesančnega slikarstva. Namiguje na obnovljeno zanimanje za antiko, vendar je junak Ikar skrit v ozadju. Glavni akterji v sliki so narava sama in najbolj pomemben kmet, ki ni spustil pluga, ko je padel Ikar. Brueghel prikazuje človeka kot anti-heroja, komičnega in včasih grotesknega. 

### Arhitektura in kiparstvo
Tako kot v slikarstvu je renesančna arhitektura potrebovala nekaj časa, da je prišla do Nizozemskih dežel in ni popolnoma nadomestila gotskih elementov. Najpomembnejši kipar na jugu Nizozemske je bil Giambologna, ki je večino svoje kariere preživel v Italiji. Arhitekt, na katerega so neposredno vplivali italijanski mojstri, je bil Cornelis Floris de Vriendt, ki je oblikoval mestno hišo v Antwerpnu, končano leta 1564.
V kiparstvu so flamski umetniki iz 15. stoletja, medtem ko so se držali krščanskih subjektov, razvili tehnike in naturalistični slog, ki je v primerjavi z delom zgodnje renesančnih italijanskih sodobnikov, kot je Donatello, primerljiv. Claus Sluter (~ 1400) je ustvaril dela, kot je Mojzesov vodnjak z dinamiko, skoraj neznano na prelomu iz 15. stoletja; in na nizozemskem rojeni Nikolaus Gerhaert van Leyden (ok. 1420) je izdelal skulpture, kot je Moški meditira, ki se tudi danes zdi bolj moderen kot italijanska rezbarija Quattrocenta.
V republiki Nizozemski na začetku 17. stoletja ima Hendrick de Keyser pomembno vlogo pri razvoju amsterdamskega renesančnega sloga, ki ni suženjsko sledil klasičnemu slogu, temveč vključuje številne dekorativne elemente, rezultat katerih bi lahko opredelili tudi kot manierizem. Hans Vredeman de Vries je bil še eno pomembno ime, predvsem kot vrtni arhitekt.

### Glasba
V slikarstvu so bile Nizozemske dežele vodilne v severni Evropi, v glasbi pa so »francosko-flamska« ali »nizozemska šola« obvladovale vso Evropo. V zgodnji renesansi so polifonični glasbeniki in skladatelji iz Nizozemskih dežel, kot je Johannes Ciconia, delali na vseh evropskih dvorih in cerkvah. Izobraženi v cerkvenih in stolničnih šolah v regiji so se širili in pripeljali svoj slog na celotno celino, tako da se je po pozni renesansi po Evropi pojavil enoten glasbeni slog.
Čeprav ni nobenega sklicevanja na antiko, obstaja jasna flamska "renesančna zavest", kot kažejo besede flamskega teoretika Johannesa Tinctorisa, ki je o teh skladateljih dejal: »Čeprav ni prepričljivo, ni bilo ničesar vrednega poslušati pred njihovim časom«.
Renesančni elementi v glasbi so vrnitev iz "božanskega izvora" glasbe v zemeljsko lepoto in čutno veselje. Glasba postane bolj strukturirana, uravnotežena in melodična. Medtem ko je bila v srednjem veku izbira instrumentov prosta, skladatelji zdaj začnejo urejati instrumente v homogene skupine in pisati glasbo posebej za določene priredbe.
Josquin des Prez je bil najbolj slavni skladatelj v času visoke renesanse in je v svoji karieri užival pokroviteljstvo treh papežev. Enako lahkotno v sekularni in verski glasbi se lahko šteje za prvega glasbenega genija, ki ga poznamo.
Drugi pomembni skladatelji iz Nizozemskih dežel so bili Guillaume Dufay, Johannes Ockeghem, Jacob Clemens non Papa in Adrian Willaert. Orlando di Lasso, Flamec, ki je v mladosti živel v Italiji in večino svoje kariere preživel v Münchnu, je bil vodilni skladatelj pozne renesanse.

### Književnost
Sredi 16. stoletja je skupina retorikov v Brabantu in Flandriji poskušala v stereotipne oblike prejšnjega obdobja uvesti novo življenje z uvajanjem izvirne kompozicije novo najdenih vej latinske in grške poezije. Vodja teh ljudi je bil Johan Baptista Houwaert, ki ga je vodila brezmejna ljubezen do klasične in mitološke domišljije. 
Najpomembnejši žanr je glasbeno založništvo, predvsem psalmi. Publikacija Souterliedekens je ena najpomembnejših virov za rekonstrukcijo renesančnih pesmi. Kasnejše objavljanje je močno vplivalo na upor proti Špancem: junaške bojne pesmi in politične balade, ki so posmehovale španske okupatorje.
Največkrat omenjen pisatelj je Philips van Marnix, lord Sint-Aldegonde, ki je bil eden vodilnih duhov v vojni za nizozemsko neodvisnosti. Napisal je satiro o rimskokatoliški cerkvi, začel delati na prevodu Biblije in domnevno napisal pesmi za nizozemsko himno.
Druga pomembna imena so Dirck Volckertszoon Coornhert, Hendrick Laurensz. Spieghel in Roemer Visscher. Njihovo delo in kariera so bila neizogibno odvisno od boja med reformacijo in katoliško cerkvijo.

### Znanost
Nova doba se kaže tudi v znanosti. Flamski anatomist Andreas Vesalius po navadi kaže nove možnosti in težave, ki so se pojavile s tem. Po več stoletjih zanemarjanja je ustvaril revolucionarno delo pri odkrivanju človeškega telesa. To mu je prineslo veliko spoštovanje, vendar je povzročilo tudi številne poizvedbe o njegovih metodah (seciranje človeškega telesa) in verske posledice njegovega dela.
Medtem ko je Vesalius opravil revolucionarno delo pri ponovnem odkrivanju človeškega telesa, je Gerardus Mercator, kot eden vodilnih kartografov svojega časa, storil enako glede ponovnega odkrivanja zunanjega sveta. Tudi Mercator je prišel v težave s Cerkvijo zaradi svojih prepričanj in je nekaj mesecev preživel v zaporu zaradi obsodbe za krivoverstvo.
Življenje obeh znanstvenikov kaže, kako se renesančni znanstvenik ne boji izpodbijati tisto, kar se že stoletja jemlje za samoumevno in kako to vodi do težav z vsesplošno katoliško cerkvijo.
Čeprav se zdi, da je izum tiskarskega stroja Laurensa Janszoona Costerja v 1430-ih predstavljal romantičen pojem, so v Nizozemskih deželah že zgodaj začeli tiskati. Leta 1470 se je v Utrechtu uporabljala tiskarska stiskalnica, kjer je bila leta 1473 natisnjena prva datirana obstoječa knjiga, iz leta 1477 pa prva knjiga v nizozemščini, Delftska Biblija. Leta 1481 so bile tiskarne v 21 mestih . Znane založniške hiše, kot so Christoffel Plantijn v Antwerpnu od leta 1555 naprej, Pierre Phalèse starejši v Leuvenu iz leta 1553 in Hiša Elzevirja v Leidnu iz okoli leta 1580 so spremenile Nizozemske dežele v regionalno založniško središče.